# Броунисты
Броунисты (также браунисты, барровисты; англ. Brownist) — религиозная секта в Англии и Нидерландах, основанная в 1581 году Робертом Броуном.
Впоследствии сектой руководил Генри Барроу (англ. Barrowe), который стремился к отрешению религии от всяких внешних обязательных форм, отвергал всякую церковную организацию, священнический сан, таинства и обряды, не допускал никаких установленных формул молитвы.
Преследуемые в Англии, броуниты переселились в Нидерланды. Там Джон Робинсон стал реформатором их учения, а затем, под именем индепендентов, они достигли и в самой Англии громадного влияния.

## Учение
Члены секты считали, что религиозные убеждения и отправления должны быть освобождены от любого внешнего принуждения и насилия. Таким образом, они также отрицали и необходимость любой церковной организации и не признавали духовного чина и клира в любом его виде.
Кроме Священного Писания, браунисты не признавали более никакого авторитета в вопросах религии, отказывались от любой другой формы и формулы моления, для понимания которого не требуется специального образования; конгрегация организуется и существует на условиях равноправия всех членов общины.